# Hallmark Channel
Hallmark Channel è una rete televisiva che, tramite versioni localizzate, trasmette in oltre 100 paesi.

## Storia
La rete trasmette in particolare serie e film adatti per tutta la famiglia. In tutti i paesi, ad eccezione degli Stati Uniti, sono di proprietà di NBCUniversal. Il nome Hallmark è concesso in licenza da Hallmark Cards, Inc., una società americana specializzata nei biglietti di auguri. Hallmark Channel è gestito da società separate rispetto alla versione americana che hanno comunque accesso al nome e al brand di Hallmark, insieme con il logo. Le versioni localizzate dispongono inoltre di diverse programmazioni o possono relazionarsi a target differenti rispetto alla versione originale statunitense.

## Canale italiano (1997-2015)
La versione italiana di Hallmark Channel, trasmetteva per lo più film e serie televisive statunitensi come Giudice Amy, Settimo cielo e Le sorelle McLeod. Il 1º aprile 2011 il canale venne ribattezzato DIVA Universal per poi cessare definitivamente le trasmissioni il 30 giugno 2015.

## Serie televisive originali
A partire dal 2013, Hallmark produce varie serie televisive.
- Cedar Cove (2013–2015)
- Quando chiama il cuore (When Calls the Heart) (2014-in corso)
- Il mistero delle lettere perdute (Signed, Sealed, Delivered) (2014)
- Chesapeake Shores (2016-in corso)
- Good Witch (2015–2021)
- Meet the Peetes (2018–2019)
- When Hope Calls (2020)